# La Chapelle-aux-Saints
La Chapelle-aux-Saints je obec ve francouzském departementu Corrèze (region Nová Akvitánie). Oblast je pojmenována po stejnojmenné řece (Corrèze) na jihozápadě Francie. Obec má rozlohu 4,72 km² a v roce 2013 zde žilo 248 obyvatel.

## Slavný objev
Místo je proslulé zejména archeologicky, protože 3. srpna roku 1908 zde byl v jeskyni La Chapelle-aux-Saints objeven první pohřeb (místo uložení ostatků) neandertálského člověka. V letech 1905–1908 byla jeskyně zkoumána a na místě došlo k objevu asi 1000 artefaktů od kamenné industrie po ozdoby ze zvířecích zubů až po nástroje z kostí a paroží. Nejvýznamnějším objevem se ale stal zmíněný hrob dospělého neandertálského muže. Téměř kompletní kostra byla pohřbena v pravoúhlé jámě o hloubce asi 30 cm, šířce 1 metr a délce 145 cm. Objev prokázal, že také neandrtálci pohřbívali své mrtvé a že tato zvyklost byla rozšířena již v období moustérienu. Kostru vědecky popsal francouzský paleontolog Marcellin Boule.